# El Jayal
El Jayal är en ort i Mexiko.   Den ligger i kommunen Tuzamapan de Galeana och delstaten Puebla, i den sydöstra delen av landet, 190 km öster om huvudstaden Mexico City. El Jayal ligger 110 meter över havet och antalet invånare är 110.
Terrängen runt El Jayal är kuperad åt sydväst, men åt nordost är den platt. Runt El Jayal är det ganska tätbefolkat, med 72 invånare per kvadratkilometer. Närmaste större samhälle är Ciudad de Cuetzalan, 15,3 km söder om El Jayal. Omgivningarna runt El Jayal är en mosaik av jordbruksmark och naturlig växtlighet.